# Helina nobilis
Helina nobilis är en tvåvingeart som beskrevs av Albuquerque 1956. Helina nobilis ingår i släktet Helina och familjen husflugor. Inga underarter finns listade i Catalogue of Life.